# Francis William Richter
Francis William Richter (* 5. Februar 1888 in Minneapolis; † 25. Dezember 1938 in Pasadena) war ein US-amerikanischer Pianist, Organist, Komponist und Musikpädagoge österreichischer Familienherkunft. Er war der Neffe des Dirigenten Hans Richter.

## Leben und Werk
Francis William Richter wurde als Sohn des Violinisten Frederick William und Carolina Lena F. Richter geboren. Die Familie zog im Kindesalter von Francis William nach  Portland. Francis William war von Geburt an blind. Er legte bereits in jungen Jahren ein beachtliches musikalisches Talent an den Tag. 1907 leitete Alma Rogers eine erfolgreiche Spendenaktion, die eine musikalische Ausbildung von Francis William Richter in Wien und in Paris finanzierte und begleitete den Jungen für drei Jahre in Europa. Dort wurde er Klavierschüler von Theodor Leschetizky, Josef Labor und Karl Goldmark in Wien und Orgelschüler von Alexandre Guilmant in Paris. In dieser Zeit erlernte er die Bedienung der Braille-Maschine zum Schreiben von Text und Musik. Zuvor hatte er musikalische Werke per Diktat komponiert. Nach seiner Promotion kehrte Francis William Richter nach Portland zurück. Er gab in den gesamten USA wie auch in Kanada Konzerte.
Nach einer kurzen gescheiterten Ehe traf er seine Jugendfreundin Clara Rahn wieder. Beide heirateten 1922. 1924 zog das Paar nach Minnesota, wo Richter weiterhin als Konzertkünstler auftrat, unterrichtete und als Organist des Radiosenders KSTP in Minneapolis wirkte. 1938 zog Francis Richter mit seiner Frau nach Südkalifornien, um eine Karriere als Komponist von Filmmusik zu beginnen. Am 25. Dezember 1938 starb Francis William Richter plötzlich in Pasadena. Er wurde auf dem Crystal Lake Cemetery in Minneapolis beigesetzt.
Francis William Richter schrieb die Symphonie c-Moll (1916), Orchesterstücke, ein Klavierkonzert, zahlreiche Klavierstücke und die Oper The Grand Nazar.